# 알프레도 구초니
알프레도 구초니(이탈리아어: Alfredo Guzzoni, 1877년 4월 12일 ~ 1965년 4월 15일)은 이탈리아 왕국의 장군으로 제1차 세계 대전 및 제2차 세계 대전을 모두 겪은 사람이다.

## 같이 보기
- 연합군의 시칠리아 침공